# Paracyatholaimus tenuispiculum
Paracyatholaimus tenuispiculum är en rundmaskart som först beskrevs av Allgen 1951.  Paracyatholaimus tenuispiculum ingår i släktet Paracyatholaimus och familjen Cyatholaimidae. Inga underarter finns listade i Catalogue of Life.